# Pip Paine (Pay The £5000 You Owe)
Albums de Metronomy
Nights Out
(2008)
Pip Paine (Pay The £5000 You Owe) est le premier album du groupe britannique de musique électronique Metronomy, qui est sorti en 2006 chez Holiphonic au Royaume-Uni. 

## Historique, genèse et réalisation
Le nom de l'album vient d'un carrossier qui vivait dans la ville de Totnes, d'où provient Joseph Mount (leader de Metronomy). Un dénommé Pip Paine devait de l'argent au carrossier et celui-ci abandonnait en ville des carcasses de voitures avec écrit dessus « Pip Paine, Pay The £5000 You Owe ». Joseph décrit cet album comme « le son de quelqu'un qui vit dans un lieu musicalement redondant et qui essaie de faire de la musique excitante ».
Joseph a été influencé par beaucoup d'artistes quand il a écrit son album : Frank Zappa, Aphex Twin, LFO, Talking Heads, Les Rythmes Digitales et Kraftwerk en sont quelques-uns.
15 000 albums ont été vendus.

## Réception critique
L'album reçoit globalement des critiques positives :
- 6,7 sur senscritique[3]